# Philodromus maestrii
Philodromus maestrii là một loài nhện trong họ Philodromidae.
Loài này thuộc chi Philodromus. Philodromus maestrii được Lodovico di Caporiacco miêu tả năm 1941.